# Alida Rossander
Alida Rossander, mit vollständigem Namen Alida Emilia Rossander (* 14. Januar 1843 in Stockholm; † 13. November 1909), war eine schwedische Mathematikerin, Pädagogin und Frauenrechtlerin sowie die erste weibliche Bankangestellte in Schweden. Sie setzte sich für das Recht der Frauen auf Bildung ein und führte zusammen mit ihrer Schwester Jenny Rossander den sogenannten Rossanderska kurs, eine Abendschule für Frauen.

## Kindheit und Jugend

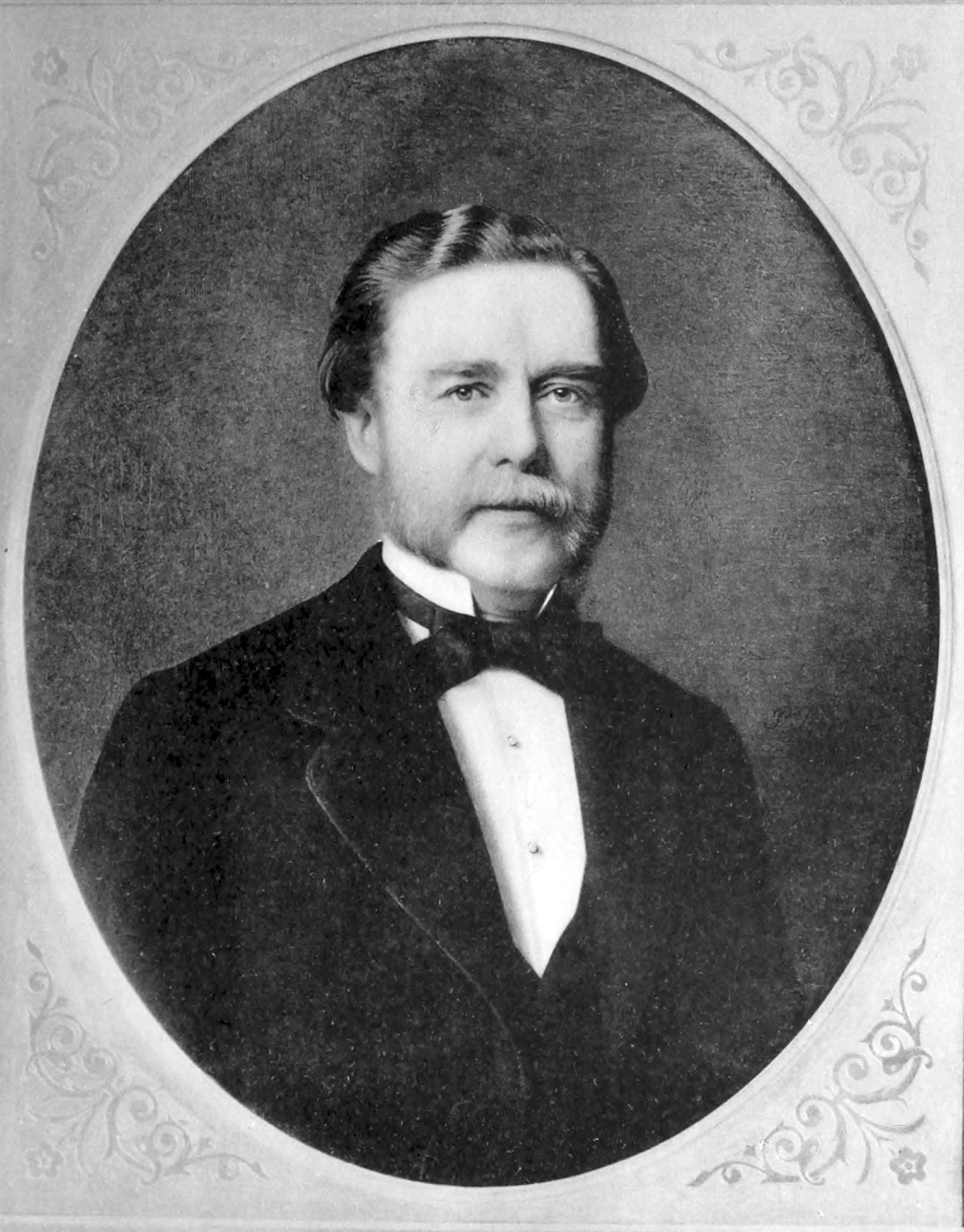
Carl Jacob Rossander, ältester Bruder von Alida Rossander

Alida wurde als jüngstes von neun Kindern am 14. Januar 1843 in Stockholm in der Gemeinde Sankt Nikolai församling geboren. Ihre Mutter Johanna Sofia (geborene Bach, * 1801; † 1887) wurde Sofi genannt; ihr Vater Erik (* 1793; † 1848) war ein bekannter Arzt in Stockholm. Ihre sechs Brüder waren Carl Jacob (* 1828; † 1901), Erik (* 1829; † 1879), Johan Fredrik (* 1833; † 1835), Gustaf Wilhelm Knut (* 1835; † 1854), Ernst (* 1839; † 1906) und Johan Fredrik (* 1840; † 1904); ihre Schwestern waren Carolina Elisabeth Benedicta (verheiratete Johansson, * 1831; † 1870) und Johanna Sofia, genannt Jenny (* 1837; † 1887).

## Ausbildung und Arbeitsleben
Sie wurde zunächst zu Hause unterrichtet. 1859 begann sie zusammen mit ihrer Schwester Jenny, den auf Initiative von Per Siljeström neu eingerichteten Lärokurs för fruntimmer („Lehrkurs für Frauenzimmer“) zu besuchen. Dort zeigte sich schnell die mathematische Begabung der beiden. Sie schlossen Freundschaften mit Fredrika Limnell, Sophie Adlersparre, Anna Hierta-Retzius, Ebba Lind af Hageby und Anna Wallenberg. 1861 wurde der Kurs eingestellt und stattdessen Statens seminarium för bildande af lärarinnor („Seminar des Staates zur Bildung von Lehrerinnen“, später Högre lärarinneseminariet oder „Höheres Lehrerinnenseminar“) in Stockholm eingerichtet. Einige der fähigsten Schülerinnen des vorangegangenen Kurses wurden als Hilfslehrerinnen eingestellt, darunter die erst 18-jährige Alida und Jenny Rossander. Als einzige ohne akademische Ausbildung unterrichteten sie Mathematik. Im Selbststudium brachte sich Alida Rossander höhere Mathematik, unter anderem Differential- und Integralrechnung, sowie Latein bei. Die Schwestern lernten am Seminar auch Fredrika Bremer kennen, die pädagogische Diskussionsrunden veranstaltete, und nahmen einige Jahre lang an Diskussionsrunden des Philosophen Pontus Wikner teil.
1864 übernahm Jane Miller Thengberg die Leitung des Högre lärarinneseminariet und richtete es stärker auf Geisteswissenschaften aus, wobei Mathematik und Naturwissenschaften größtenteils wegfielen. Dadurch verlor Alida Rossander ihre Stelle. Sie wurde im selben Jahr zusammen mit Hedvig Aréhn von André Oscar Wallenberg als Büroassistenz und später Buchhalterin für Stockholms Enskilda Bank eingestellt. Die beiden wurden damit die ersten weiblichen Bankangestellten in Schweden und vermutlich auch der Welt. Wallenbergs Beschluss, die Frauen einzustellen, wurde von vielen als skandalös angesehen und erst nach gewissem Widerstand durch den Bankvorstand durchgesetzt. Hedvig Aréhn beendete die Arbeit mit ihrer Heirat 1873, Alida Rossander hingegen heiratete nie. Sie erwarb sich durch ihre Sorgfalt ein großes Vertrauen bei der Führung und beendete ihre Arbeit erst 1891, nach 27 Jahren, aufgrund schwerer Gicht. Durch Wallenbergs Testament erhielt sie eine persönliche Rente.

## Rossanderska kursen

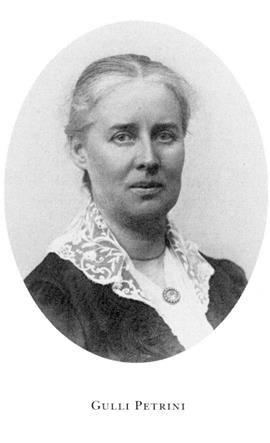
Gulli Petrini, Nichte und Schülerin von Alida Rossander

Außerdem wurden Jenny und Alida Rossander 1864 mit der Leitung einer von Sophie Adlersparres „Donnerstagsschulen“ beauftragt, eines philanthropischen Abendschulbetriebs für Töchter der gebildeten und der Arbeiterklasse. Die Schwestern betrieben ab Oktober 1865 selbst eine Abendschule für angehende Lehrerinnen nach dem Vorbild des Lärokurs för fruntimmer, die inoffiziell als Rossanderska kursen („der Rossandersche Kurs“) bekannt wurde. Bis zum Sommer 1882 wurde in dieser Abendschule jedes Jahr Unterricht in einer Anzahl unterschiedlicher Fächer geboten, vor allem Mathematik, Naturwissenschaften und Schwedische Sprache, sukzessive ergänzt durch Fremdsprachen, Physiologie und Gesundheitslehre sowie in den letzten Jahren Literatur- und Kunstgeschichte. Jenny und Alida Rossander sowie viele bekannte Männer aus der akademischen Elite fungierten als Lehrer; Alida Rossander unterrichtete vor allem Mathematik. Rossanderska kursen hatte keine Aufnahmebedingungen und das Alter der Teilnehmerinnen variierte von 12 bis etwa 50 Jahren. Es wurde eine Gebühr erhoben, aber Schülerinnen aus armen Haushalten konnten den Unterricht kostenlos besuchen. Die Ausbildung war auf drei Jahre ausgerichtet, manche blieben jedoch zehn Jahre. Frauen, die nicht die Zeit für die erforderlichen Hausaufgaben erübrigen konnten, durften als Zuhörerinnen teilnehmen. Insgesamt durchliefen über 1000 Frauen diese Abendschule, von denen sich viele später auch selbst im Bildungsbereich engagierten, unter anderem Ellen Key. Nach Jenny Rossanders Heirat und Umzug ins Ausland 1879 übernahm Alida Rossander die Verantwortung für den Rossanderska kurs, parallel zu ihrer Tätigkeit in der Bank. Sie engagierte sich auch in der Ausbildung ihrer Nichten und Neffen, vor allem von Gulli Petrini, die mit sieben Jahren ihre Mutter verlor und während ihres Physikstudiums in Uppsala stets auf die Unterstützung von Alida Rossander bauen konnte.

## Ehrenamtliche Tätigkeiten
Alida Rossander engagierte sich in der Frauenfrage und besonders für das Frauenwahlrecht. In einigen Ämtern konnte sie ihr Wirtschaftswissen anwenden, so als Kassenprüferin des Fredrika-Bremer-Förbundet von 1887 bis 1894 und ab 1890 als Kassenverwalterin des Zentralkomitees für Stockholms Arbeitshütten für arme Schulkinder, eine Art Vorläufer von Schulhorten. Ab 1891 saß sie im Vorstand für die Organisation von provisorischen Volksküchen in der Hauptstadt (Styrelsen för anordnande av provisoriska folkkök i huvudstaden) und ab 1896 war sie stellvertretende Kassenprüferin für die Schwedische Kunsthandwerksausstellung (Svensk konstslöjdsutställning) in Stockholm. Von 1898 bis zu ihrem Tod war sie Mitglied der Direktion für Södermalms höhere Mädchenschulen.

## Lebensende
Alida Rossander starb am 13. November 1909 mit 66 Jahren in Stockholm. In ihrem Testament vermachte sie einen Teil ihres Vermögens von etwa 270 000 Kronen verschiedenen karitativen Zwecken, darunter dem Pauliska Donationsfonden für „Frauenzimmer, die für einen redlichen Lebenswandel bekannt sind, Lehrerinnen waren oder sich einer anderen nützlichen Tätigkeit widmeten und sich im Alter von 50 Jahren in bedürftigen Umständen befinden“ insgesamt 30 000 Kronen, dem Kinderkrankenhaus Kronprinsessan Lovisas vårdanstalt för sjuka barn und dem Unterstützungsfonds Schaumkellska understödsfonden. Nachrufe auf Alida Rossander wurde in den Zeitungen Dagny und Idun veröffentlicht.